# Kortezubi
Kortezubi è un comune spagnolo di 363 abitanti situato nella comunità autonoma dei Paesi Baschi.
Nel territorio del comune è stata creata la foresta di Oma, un'opera artistica diffusa creata dallo scultore e pittore basco, Agustín Ibarrola, tra gli anni 1982 e 1985.